# سدم أورفيلي
السُدم الأورفيلي (باللاتينية: Sedum urvillei) نوع نباتي يتبع جنس السدم من الفصيلة المخلدية.

## الموئل والانتشار
موطنه بلاد الشام وتركيا والبلقان وجنوب أوروبا.

## مرادفات للاسم العلمي
- (باللاتينية: Sedum hillebrandii Fenzl)
- (باللاتينية: Sedum ponticum Velen.)
- (باللاتينية: Sedum sartorianum Boiss.)
- (باللاتينية: Sedum sartorianum subsp. hillebrandii (Fenzl) Webb)
- (باللاتينية: Sedum sartorianum subsp. ponticum (Velen.) Webb)
- (باللاتينية: Sedum sartorianum subsp. stribrnyi (Velen.) Webb)
- (باللاتينية: Sedum stribrnyi Velen.)
- (باللاتينية: Sedum urvillei subsp. sartorianum (Boiss.) V.V.Byalt)